# 訃報 1984年2月
訃報 1984年2月（ふほう 1984ねん2がつ）では、1984年（昭和59年）2月中に物故した、又は物故が報じられた人物についてまとめる。

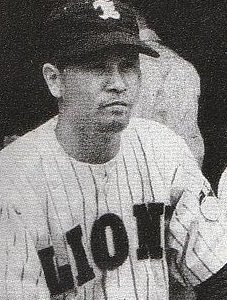
三原脩 / 2月6日没

## （1日 - 15日）
- 2月5日 - チャック・クーパー、元バスケットボール選手（* 1926年）
- 2月5日 - ミハイル・コーガン[要出典]、タイトー創業者（* 1920年）
- 2月6日 - 三原脩、元東京巨人軍所属のプロ野球選手・元ヤクルトアトムズの監督・日本ハム球団相談役（* 1911年）
- 2月8日 - フィリップ・アリエス、歴史家（* 1914年）
- 2月9日 - ユーリ・アンドロポフ、ソビエト連邦の指導者（* 1914年）
- 2月10日 - デビッド・フォン・エリック、プロレスラー（* 1958年）
- 2月11日 - 小金義照、郵政大臣（* 1898年）
- 2月12日 - 古谷綱武、文芸評論家（* 1908年）
- 2月12日 - フリオ・コルタサル、作家（* 1914年）
- 2月13日 - 植村直己、登山家（* 1941年）
- 2月15日 - 渋沢秀雄、文化人・元東宝代表取締役会長（* 1892年）
- 2月15日 - エセル・マーマン、歌手・女優（* 1908年）

## （16日 - 29日）
- 2月17日 - 北野豊吉、北野建設創業者（* 1904年）
- 2月18日 - 平泉澄、歴史学者（* 1895年）
- 2月20日 - 泰道照山、エスエス製薬代表取締役会長（* 1907年）
- 2月20日 - 光石介太郎、推理作家（* 1910年）
- 2月20日 - フィクレト・アミロフ、作曲家（* 1922年）
- 2月21日 - ミハイル・ショーロホフ、小説家（* 1905年）
- 2月22日 - 門前眞佐人、広島カープ2軍監督（* 1917年）